# The Arrival
Pour les articles homonymes, voir Arrival.
Pour plus de détails, voir Fiche technique et Distribution.
The Arrival ou L'avènement au Québec (The Arrival) est un film de science-fiction américain réalisé par David Twohy et sorti en 1996.

## Synopsis
Zane Zaminsky, radioastronome à la Search for Extra-Terrestrial Intelligence, sonde les fréquences aériennes afin de déceler la preuve d'une existence extraterrestre. Un jour, il entend des cris aigus sortant de ses enceintes. Il s'agit d'une onde de choc provenant d'au-delà du système solaire, une preuve plausible de la vie extraterrestre. Il finit par capter un autre signal, identique au premier mais dont la provenance n'est pas l'espace mais la Terre. Son enquête le conduit au Mexique où il découvre une base secrète habitée par des extraterrestres. Sous leur apparence humaine se cache une tout autre réalité. Leur projet final est de créer un réchauffement climatique rapide en Antarctique pour passer en période chaude et pour ensuite reformer la Terre dans le but de venir y habiter, car les humains, incapables d'entretenir leur propre planète, ne sont pas dignes d'y habiter.

## Fiche technique
- Titre original et français : The Arrival
- Titre québécois : L'avènement
- Réalisation et scénario : David Twohy
- Musique : Arthur Kempel
- Directeur de la photographie : Hiro Narita
- Montage : Martin Hunter
- Costumes : Mayes C. Rubeo
- Décors : Michael Novotny
- Format image/son : 1.85 / Dolby Digital | SDDS
- Budget (estimation) : 28 000 000 $
- Genre : science-fiction
- Durée : 115 minutes
- Pays de production :  États-Unis
- Dates de sortie : 
  - États-Unis : 31 mai 1996
  - France : 10 septembre 1997

## Distribution
- Charlie Sheen (VF : Philippe Vincent ; VQ : Alain Zouvi) : Zane Zaminski, radioastronome à la Search for Extra-Terrestrial Intelligence
- Lindsay Crouse (VQ : Marie-Andrée Corneille) : Ilana Green, météorologue
- Richard Schiff (VF : Philippe Peythieu ; VQ : Jacques Lavallée) : Calvin
- Shane : gardien JPL #1
- Ron Silver (VQ : Jean-Luc Montminy) : Phil Gordian / le gardien mexicain
- Teri Polo (VQ : Natalie Hamel-Roy) : Char, épouse de Zane
- Phyllis Applegate : Mme Roosevelt
- Alan Coates : Terraformer
- Leon Rippy : DOD #1
- Buddy Joe Hooker : DOD #2
- Javier Morga : le collaborateur
- Tony T. Johnson (VQ : Martin Pensa) : Kiki, voisin de Zane
- Catalina Botello : la femme du National Center for Atmospheric Research
- Georg Lillitsch : le technicien informatique
- David Villalpando : Cabbie

Sources et légendes : version québécoise (VQ) sur www.doublage.qc.ca ; version française (VF) sur www.rsdoublage.com

## Production

### Tournage
- Dates de tournage : 29 septembre 1995 - 7 décembre 1995
- Lieux de tournage :
  - En Californie : à Grove Street à Bishop et dans la vallée de l'Owens.
  - Au Mexique : à Taxco, à Tepotzotlán et à Tula

## Accueil

### Box-office
Le film a été un échec commercial. Il n'a rapporté que 14 millions de dollars sur le marché nord-américain, pour un budget de production estimé à 25 millions de dollars. Cela s'explique en partie par la campagne de publicité à grande échelle menée pour la sortie, un peu plus d'un mois plus tard, d'Independence Day, qui est devenu un phénomène au box-office. The Arrival a connu un certain succès à l'international, en partie parce que Charlie Sheen jouissait encore d'une grande popularité dans le reste du monde à l'époque.

### Critiques
Pour Télérama, « David Twohy régénère avec habileté la série B de science-fiction ».

## Analyse
- Le film décrit la source de l'émission interstellaire comme provenant de Wolf 336, une étoile variable située à 14 années-lumière. Dans la réalité cette étoile n’existe pas[3].

## Autour du film